# Pourquoi nous étions au Vietnam
Pourquoi nous étions au Viêt Nam (titre original : Why We're in Vietnam) est une nouvelle de Stephen King parue dans le recueil Cœurs perdus en Atlantide en 1999.

## Résumé
En 1999, Sully-John se rend à l'enterrement d'un camarade d'unité du Viêt Nam. C'est l'occasion pour lui d'évoquer de vieux souvenirs de guerre avec son ancien lieutenant, et notamment celui d'un massacre de villageois auquel des membres de son unité ont participé à l'initiative de Ronnie Malenfant. Le lieutenant Dieffenbacker livre aussi à Sully-John son sentiment sur le gâchis dont leur génération est responsable. En rentrant chez lui, Sully-John est victime d'une attaque cardiaque dans sa voiture.